# Барсакельмес
Барсакельме́с (каз. Барсакелмес) — бывший остров в Аральском море, ныне урочище в Аральском районе Кызылординской области Казахстана. В переводе с казахского означает «если пойдёт — не вернётся».
Находится в 180 км юго-западнее города Аральска. Климат резко континентальный, сухой (среднегодовое количество осадков 128 мм). Средняя температура воздуха в июле +26 °C (абсолютный максимум +44 °C). Средняя температура января −13 °C (абсолютный минимум −36 °C).
Южная часть урочища представляет собой возвышенное плато с наивысшими отметками до 108 м над уровнем моря. Северная часть — полого-волнистая равнина, пересеченная долинами временных водотоков. Преобладающие почвы серо-бурые, местами пески, такыры и солончаки. В пределах осушенного дна моря — маршевые и приморские солончаки.
Горизонтальная протяжённость острова в 1960-е составляла 23 на 7 километров (45°38′07″ с. ш. 59°54′30″ в. д.). Впоследствии размеры острова быстро росли в связи с обмелением Аральского моря. В 1997 году Барсакельмес превратился в полуостров, в начале 2000-х годов его размеры составляли 40 на 16 км.
Летом 2009 года, в связи с усыханием восточной части Большого Арала, Барсакельмес как полуостров прекратил существование. В дальнейшем он восстановился в 2010 году, вновь исчез в 2014 году, с 2015 года по настоящее время является полуостровом. Его береговая линия колеблется, самых больших величин она достигала в полноводные 2017 и 2020 год.
На территории урочища расположен государственный Барсакельмесский заповедник.
Историческое название острова Барсакельмес — Сужок (безводный).

## Остров в искусстве
- На острове происходят основные события повести Бориса Лавренёва «Сорок первый», написанной в 1924 году[3].
- Остров известен публикациями о нём в советской прессе, в которых имя острова связывается с наблюдениями доисторического ящера, посадкой группы НЛО, нарушениями хода времени. Легенды о Барсакельмесе являются плодом розыгрыша, в котором принимал участие писатель-фантаст Сергей Лукьяненко:

«История, на которую „Техника — молодежи“ недавно уже начала ссылаться, как на бесспорный факт существования летающих тарелок и машин времени, оказалась полностью высосана из пальца. Независимо друг от друга в розыгрыш включались все новые и новые поколения. И если не поставить сейчас точку над Барса-Кельмес, то и наши внуки будут организовывать экспедиции на несчастный островок. Так что — каюсь. Грешен. И бодрая картинка из „ТМ“, где птеранодон несет в клюве летающую тарелку, увы, лишена оснований».
 По словам Лукьяненко, легенды стали распространяться после того, как в 1950-х годах казахстанская газета «Ленинская смена» с целью увеличения тиража издания опубликовала статью про летающего древнего ящера, замеченного на острове.
- По названию острова назван роман-трилогия узбекского писателя Джонрида Абдуллаханова.
- По одной из легенд, в 1950-х — 1960-х годах на острове Барсакельмес якобы жил человек по имени Абдразак. По рассказам, сюда его привезли родственники, сразу после того, как здесь появилась первая «линза» — загадочный летающий объект. От этого объекта он получал информацию посредством видений[6].
- Под изменённым названием Барсай-Гельмес, с переводом: «пойти и не вернуться», остров упоминается в фильме «Мечты идиота» — именно туда сбегает Корейко.
- В 2022 году вышел научно-фантастический роман под названием «Barsa Kelmes», что собственно и отсылает нас к названию одноименного острова. Автором произведения является Габит Бекахметов. По сюжету романа, профессор молекулярной биологии Ансар Толенгитович, используя новые археологические данные и национальный биобанк ДНК, собранный по результатам ПЦР-тестов, клонирует Кенесары хана, чтобы возродить кочевую цивилизацию. Однако оказывается, что не все рады «возвращению» последнего хана казахов.